# Szelím Ámalah
Szelím Ámalah (Hautrage, 1996. november 15. –) marokkói válogatott labdarúgó, a spanyol Real Valladolid középpályása.

## Pályafutása

### Klubcsapatokban
Ámalah a belgiumi Hautrage községben született. Az ifjúsági pályafutását az Anderlecht csapatában kezdte, majd a RAEC Mons akadémiájánál folytatta.
2015-ben mutatkozott be a Mouscron első osztályban szereplő felnőtt csapatában. 2016-ban a Tubize szerződtette. 2017-ben visszatért a Mouscronhoz. 2019. július 1-jén szerződést kötött a Standard Liège együttesével. Először a 2019. július 27-ei, Cercle Brugge ellen 2–0-ra megnyert mérkőzésen lépett pályára. Első gólját 2019. augusztus 18-án, a Mouscron ellen hazai pályán 4–1-es győzelemmel zárult találkozón szerezte meg.
2023. január 31-én 4½ évre aláírt a spanyol Real Valladolid csapatához.

### A válogatottban
2019-ben debütált a marokkói válogatottban. Először a 2019. november 15-ei, Mauritánia ellen 0–0-ás döntetlennel zárult mérkőzésen lépett pályára. Első válogatott gólját 2020. október 9-én, Szenegál ellen 3–1-re megnyert barátságos mérkőzésen szerezte meg.

## Statisztikák
2023. április 27. szerint
| Klub            | Szezon   | Osztály               | Bajnokság | Bajnokság | Kupa  | Kupa | Nemzetközi | Nemzetközi | Összesen | Összesen |
| Klub            | Szezon   | Osztály               | Meccs     | Gól       | Meccs | Gól  | Meccs      | Gól        | Meccs    | Gól      |
| --------------- | -------- | --------------------- | --------- | --------- | ----- | ---- | ---------- | ---------- | -------- | -------- |
| Mouscron        | 2015–16  | Jupiler League        | 3         | 0         | 0     | 0    | —          | —          | 3        | 0        |
| Tubize          | 2016–17  | Challenger Pro League | 23        | 0         | 0     | 0    | —          | —          | 23       | 0        |
| Mouscron        | 2017–18  | Jupiler League        | 29        | 9         | 1     | 0    | —          | —          | 30       | 9        |
| Mouscron        | 2018–19  | Jupiler League        | 23        | 5         | 1     | 0    | —          | —          | 24       | 5        |
| Mouscron        | Összesen | Összesen              | 52        | 14        | 2     | 0    | 0          | 0          | 54       | 14       |
| Standard Liège  | 2019–20  | Jupiler League        | 25        | 7         | 2     | 0    | 5          | 2          | 32       | 9        |
| Standard Liège  | 2020–21  | Jupiler League        | 27        | 10        | 3     | 1    | 6          | 4          | 36       | 15       |
| Standard Liège  | 2021–22  | Jupiler League        | 19        | 3         | 1     | 0    | —          | —          | 20       | 3        |
| Standard Liège  | 2022–23  | Jupiler League        | 9         | 4         | 0     | 0    | —          | —          | 9        | 4        |
| Standard Liège  | Összesen | Összesen              | 80        | 24        | 6     | 1    | 11         | 6          | 97       | 31       |
| Real Valladolid | 2022–23  | La Liga               | 7         | 2         | 0     | 0    | —          | —          | 7        | 2        |
| Összesen        | Összesen | Összesen              | 165       | 40        | 8     | 1    | 11         | 6          | 184      | 47       |

### A válogatottban
| Válogatott | Év       | Pályára lépés | Gól |
| ---------- | -------- | ------------- | --- |
| Marokkó    | 2019     | 2             | 0   |
| Marokkó    | 2020     | 2             | 1   |
| Marokkó    | 2021     | 8             | 2   |
| Marokkó    | 2022     | 19            | 1   |
| Összesen   | Összesen | 31            | 4   |

#### Góljai a válogatottban
| # | Időpont           | Helyszín                               | Ellenfél        | Gólok | Eredmény | Kiírás                          |
| - | ----------------- | -------------------------------------- | --------------- | ----- | -------- | ------------------------------- |
| 1 | 2020. október 9.  | Stade Moulay Abdallah, Rabat, Marokkó  | Szenegál        | 1–0   | 3–1      | Barátságos mérkőzés             |
| 2 | 2021. október 12. | Stade Moulay Abdallah, Rabat, Marokkó  | Guinea          | 2–1   | 4–1      | 2022-es VB-selejtező            |
| 3 | 2021. október 12. | Stade Moulay Abdallah, Rabat, Marokkó  | Guinea          | 3–1   | 4–1      | 2022-es VB-selejtező            |
| 4 | 2022. január 14.  | Stade Ahmadou Ahidjo, Yaoundé, Kamerun | Comore-szigetek | 1–0   | 2–0      | 2021-es afrikai nemzetek kupája |